# Gurinhém
Pour les articles homonymes, voir Gurinhém (homonymie).
Gurinhém est une ville brésilienne de l'est de l'État de la Paraíba.
Sa population était estimée à 13 209 habitants en 2007. La municipalité s'étend sur 309 km2.